# Заборонений рай
Заборонений рай (англ. Forbidden Paradise) — американський німий драматичний фільм 1924 року режиссера Ернста Любіча, знятий компанією Famous Players-Lasky та поширений Paramount Pictures. Фільм заснований на бродвейській виставі 1922 року «Цариця» (The Czarina) Едварда Шелдона, який адаптував угорськомовну книгу Мельхіора Лендьєля та Лайоша Біро. У спектаклі Доріс Кін зіграла одну зі своїх останніх сценічних ролей — Катерину II, а Безил Ретбоун був її партнером. У фільмі знімались Пола Неґрі в ролі Катерини II і Род Ла Рок у роли Ретбоуна. Фільм став другим у фільмографії відомого актора Кларка Гейбла.

## В ролях
- Пола Неґрі — у ролі цариці Катерини ІІ.
- Род Ла Рок — у ролі капітана Алексея Черні.
- Адольф Менжу — у ролі канцлера.
- Полін Старк — у ролі Анни.
- Фред Малатіста[en] — у ролі посла Франції.
- Нік Де Руіс[en] — у ролі генерала.
- Керрі Домери[en] — у ролі фрейліни.
- Кларк Гейбл — у ролі солдата в гвардії цариці.
- Карлтон Гриффін[en] — у ролі офіцера.
- Вільям Квінн[en]
- Лео Вайт — у ролі водія.